# Route nationale 81 (Inde)
Pour les articles homonymes, voir Route nationale 81.
La Route nationale 81 (en anglais : National Highway 81, sigle NH 81), une route nationale  en Inde qui commence à Coimbatore et se termine à Chidambaram.

## Tracé
La NH 81 traverse les lieux suivants,: 
- Coimbatore
- Palladam
- Kangeyam
- Vellakoil
- Karur
- Kulithalai
- Tiruchirappalli
- Lalgudi
- Pullampadi
- Kallakudi
- Keezhapalur
- Jayankondam
- Gangaikondacholapuram
- Kattumannarkoil
- Chidambaram

## Histoire
Ce parcours faisait auparavant partie des anciennes routes nationales 67 et 227, mais à la suite de la rationalisation des numéros de routes nationales de l'Inde par notification à la Gazette du 5 mars 2010, elle a été renommée route nationale 81.